# ياسمين راي
ياسمين راي (بالإنجليزية: Jasmine Rae) هي كاتبة غنائية ومغنية أسترالية، ولدت في 1987 في ملبورن في أستراليا.

## وصلات خارجية
- الموقع الرسمي
- ياسمين راي على موقع ميوزك برينز (الإنجليزية)